# Скинтея (комуна, Яломіца)
Скинтея (рум. Scânteia) — комуна у повіті Яломіца в Румунії. До складу комуни входять такі села (дані про населення за 2002 рік):
- Скинтея (3076 осіб)
- Язу (1288 осіб)

Комуна розташована на відстані 113 км на схід від Бухареста, 21 км на північний схід від Слобозії, 112 км на північний захід від Констанци, 88 км на південний захід від Галаца.

## Населення
За даними перепису населення 2002 року у комуні проживали 4364 особи, усі — румуни. Усі жителі комуни рідною мовою назвали румунську.
Склад населення комуни за віросповіданням:
| Релігія     | Кількість осіб | Відсоток |
| ----------- | -------------- | -------- |
| православні | 4360           | 99,9%    |
| лютерани    | 4              | 0,1%     |

## Зовнішні посилання
- Дані про комуну Скинтея на сайті Ghidul Primăriilor